# Donburi

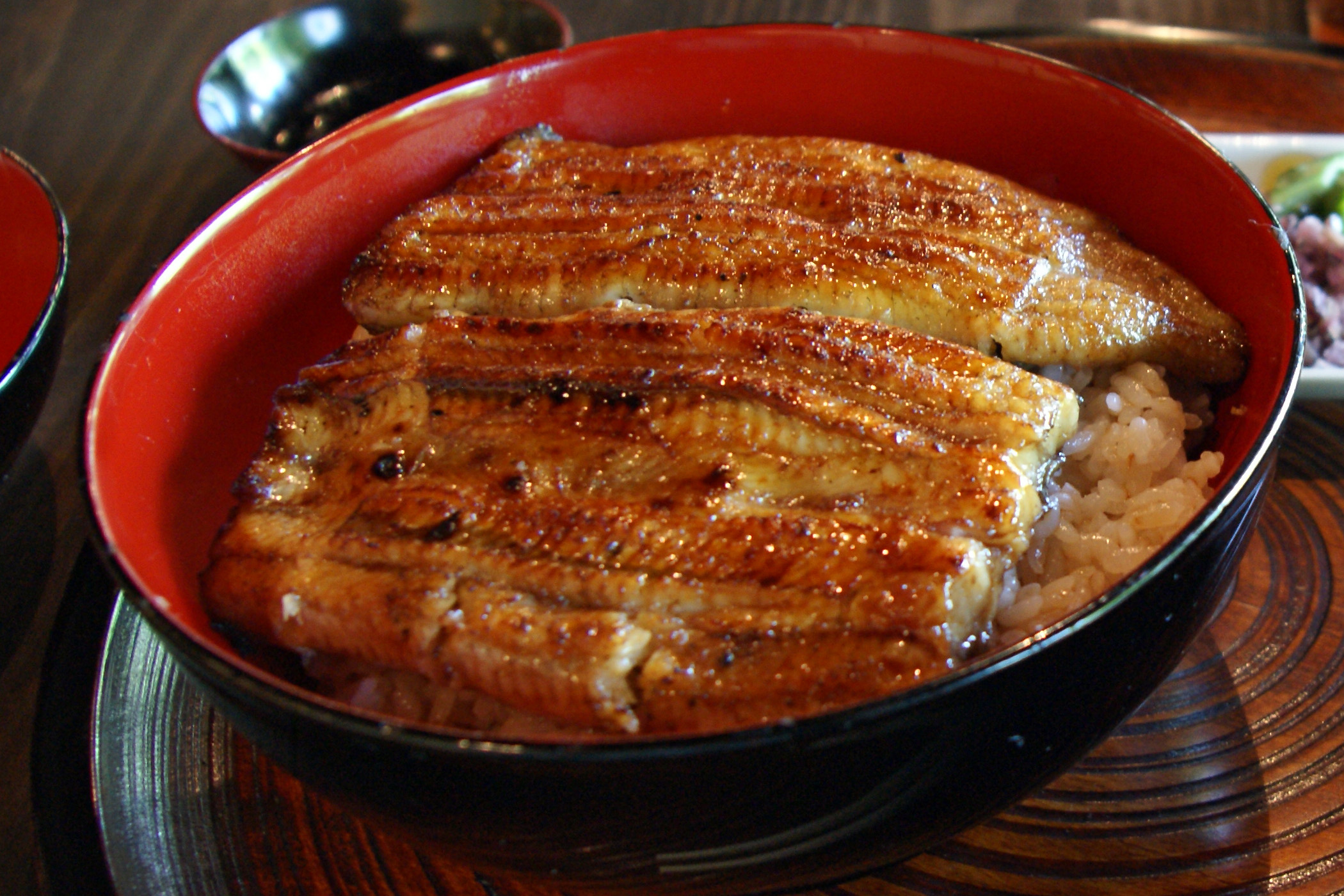
Unadon.

El donburi (丼,?  literalmente ‘cuenco’) es un plato típico de Japón. Consiste en un cuenco que contiene pescado, carne, frutas, u otros ingredientes cocinados juntos y servidos sobre arroz.

## Variedades
Varios de los donburis más habituales son:
- Oyakodon (親子丼) (pollo guisado, huevo y cebolla sobre arroz),
- Katsudon (カツ丼) (cortes de cerdo empanados (tonkatsu), cebolla y huevo sobre arroz),
- Tendon (天丼) (camarones tempura y vegetales sobre arroz)
- Gyudon (牛丼) (ternera y cebolla sobre arroz).
- Unadon (鰻丼) (anguila a la brasa sobre arroz)
- Tamagodon (卵丼）(huevo sobre arroz)

## Características
La salsa para guisar depende de la temporada, ingrediente, región, y gusto. Una salsa típica puede consistir de dashi condimentado con salsa de soja y mirin. Las proporciones varían, pero normalmente hay tres a cuatro veces más dashi que soja y mirin. Para el Oyakodon, Tsuji recomienda dashi condimentado con salsa de soja ligera, salsa de soja oscura, y azúcar. Para Gyudon, Tsuji recomienda agua condimentada con salsa de soja oscura y mirin.
El donburi se puede hacer con casi cualquier ingrediente, incluyendo sobras. Los restaurantes chinos baratos en Japón a menudo sirven chukadon o gomoku-chukadon, varios vegetales fritos en la sartén con algo de carne sobre arroz en un plato hondo grande. A pesar de no ser tradicional de la cocina japonesa ni de la china, este platillo híbrido indica la popularidad del donburi en Japón.
Un donburi simple se puede hacer friendo cebollas en la sartén hasta que se cocinen y agregando salsa hirviendo, pequeños pedazos de pollo (o carne, tōfu u otro ingrediente principal) e hirviendo todo hasta que se cocine. Uno o dos huevos ligeramente batidos y cebollín picado se agregan y todo se hierve hasta que los huevos estén cocidos casi por completo. El huevo casi cocido y el guisado de carne junto con la salsa donburi se sirven sobre arroz caliente en un plato hondo donburi. Se sirve caliente y se come con palillos.